# Galidictis
Galidictis es un género de mamíferos carnívoros de la  familia Eupleridae endémicos de Madagascar.

## Especies
Se reconocen las siguientes:
- Galidictis fasciata
- Galidictis grandidieri